# Tasiocera biacufera
Tasiocera biacufera är en tvåvingeart som beskrevs av Alexander 1956. Tasiocera biacufera ingår i släktet Tasiocera och familjen småharkrankar. Inga underarter finns listade i Catalogue of Life.